# Ed Heinemann

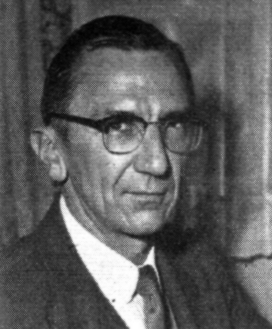
Ed Heinemann 1955

Gustave Edward Henry „Ed“ Heinemann (* 14. März 1908 in Saginaw, Michigan; † 26. November 1991) war ein US-amerikanischer Flugzeugingenieur.
Heinemann wuchs in Los Angeles auf, war als Ingenieur Autodidakt und ab 1926 als Entwurfszeichner bei Douglas Aircraft Company. Nach einem Jahr wieder entlassen, kehrte er über Beschäftigungen bei der 1933 insolvent gewordenen International Aircraft, bei Moreland Aircraft, wo er sein erstes Flugzeug, das Schulflugzeug Moreland M1, entwarf, und Northrop zu Douglas zurück, als diese Northrop übernahmen. 1937 wurde er leitender Ingenieur der Zweigstelle El Segundo. 1958 wurde er Vizepräsident für militärische Flugzeugentwicklung. Er blieb bis 1960 bei Douglas, ging als Vizepräsident zu Guidance Technology und 1962 zu General Dynamics als Corporate Vice President of Engineering. Dort beaufsichtigte er die Entwicklung der General Dynamics F-16 (Viper). 1973 ging er in den Ruhestand und arbeitete als Berater.
Zu seinen Entwürfen bei Douglas (vorwiegend Militärflugzeuge für die US Navy) gehören das Sturzkampfflugzeug Douglas SBD Dauntless, die Bomber Douglas A-20 Havoc und Douglas A-26 Invader, die Douglas A-1 Skyraider, die Douglas A-3 Skywarrior, die Douglas A-4 Skyhawk, der Nachtjäger Douglas F3D Skyknight, der Jäger Douglas F4D Skyray und die Douglas F5D Skylancer.
Außerdem entwarf er frühe Düsenjäger-Experimentalflugzeuge:  Douglas D-558-I Skystreak von 1945, Douglas D-558-II Skyrocket (das erste bemannte Flugzeug, das Mach 2 erreichte), 
1981 wurde er in die National Aviation Hall of Fame aufgenommen. 1983 erhielt er die National Medal of Science. 1953 erhielt er die Collier Trophy für die Douglas F4D.